# Koetjesreep

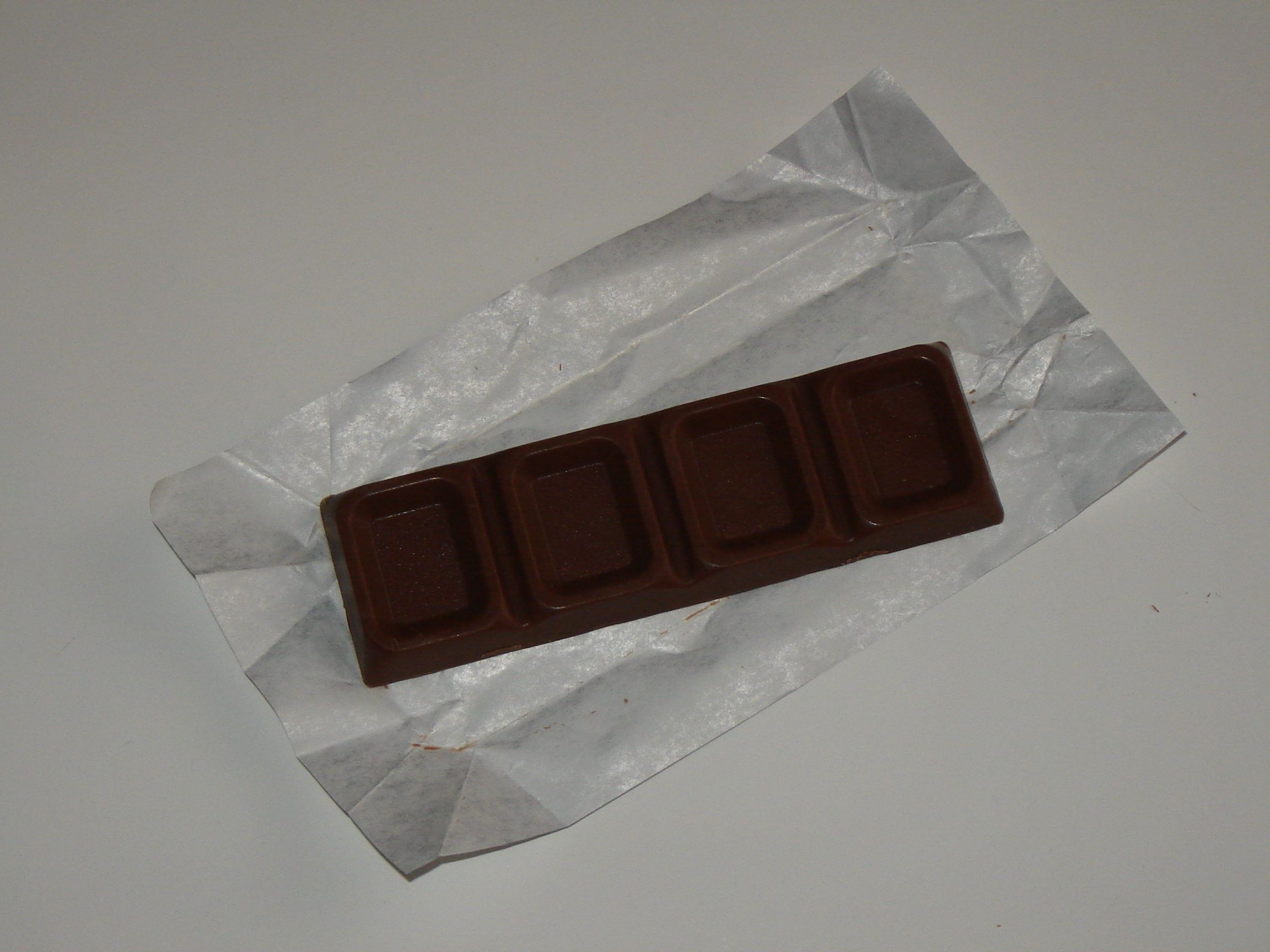
Koetjesreep

De Koetjesreep is van origine een Nederlandse chocoladesnoepreep die werd geproduceerd door Promena Boon & Comp. te Wormerveer. De reep wordt sinds 1999 in België gefabriceerd. 
De reep weegt slechts 15 gram en bevat minder dan 35% cacaobestanddelen, waardoor het product volgens de Nederlandse Warenwet geen chocoladereep mag worden genoemd. De Koetjesreep wordt daarom cacaofantasie genoemd.
De reep wordt verpakt in een karakteristieke Delftsblauwe wikkel met een afbeelding van een grazende koe in donkerblauwe kleuren op een witte achtergrond. In 1999 werd het merk overgenomen door het Belgische bedrijf Belgian Chocolate Group. Het product, dat grotendeels in de vergetelheid was geraakt, werd door de nieuwe eigenaar opnieuw geïntroduceerd. Het cacaogehalte bleef laag maar er werd druivensuiker en calcium toegevoegd.

## Ingrediënten
- Suiker (waaronder druivensuiker)
- Gehard plantaardig vet
- Lactose
- Magere cacaopoeder
- Magere melkpoeder
- Calciumcarbonaat (3,5%)
- Dextrose (2%)
- Emulgator: Sojalecithine
- Stabilisator: E492
- Aroma's (waaronder Vanille)
- Kan notensporen bevatten